# Klein-Kullen

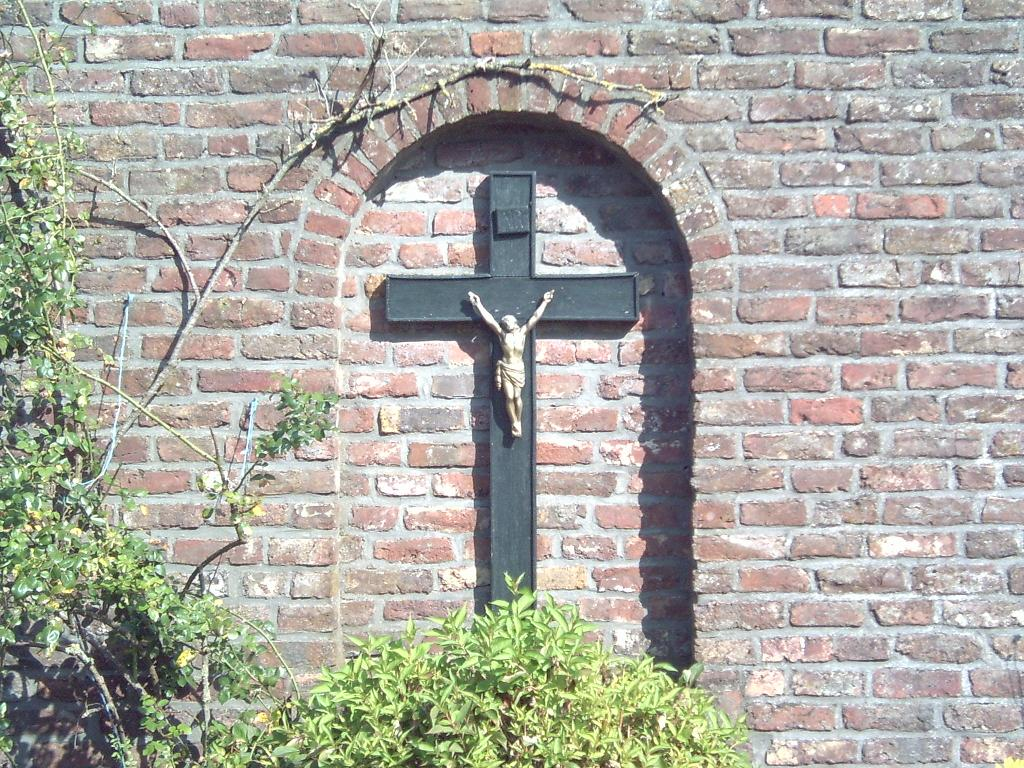
Kruis in een nis van de muur van de boerderij van Klein-Kullen.

Klein-Kullen (Limburgs: Kling-Kulle) is een buurtschap ten zuiden van Epen in de gemeente Gulpen-Wittem in de Nederlandse provincie Limburg. De buurtschap ligt in het dal van de Sielerbeek of Terzieterbeek tussen Terziet en Kuttingen, direct aan de grens met België. Klein-Kullen is de een na meest zuidelijk gelegen buurtschap van (Europees) Nederland. Alleen Klein-Kuttingen ligt nog wat zuidelijker.
Klein-Kullen bestaat uit enkele boerderijen aan de Terzieterweg, waarvan een de naam 'Klein-Kullen' draagt.
Bij Klein-Kullen ligt de Groeve Bovenste Bosch, een geologisch monument in het Bovenste Bosch.
Dorpen: Epen · Eys · Gulpen · Mechelen · Nijswiller · Partij-Wittem · Reijmerstok · Slenaken · Wahlwiller · Wijlre

Gehuchten en buurtschappen: Beertsenhoven · Berghem · Berghof · Beutenaken · Billinghuizen · Bissen · Bommerig · Broek · Cartils · Crapoel · Dal · Diependal · Elkenrade · Elzet · Eperheide · Etenaken · Euverem · Eyserhalte · Eyserheide · Gracht Burggraaf · Heijenrath · Helle · Hilleshagen · Höfke · Hoogcruts · Hurpesch · De Hut · Ingber · Kapolder · Kleeberg · Klein-Kullen · Klein-Kuttingen · Kosberg · Kuttingen · Landsrade · Overeys · Overgeul · Partij · Pesaken · De Piepert · Plaat · Schilberg · Schweiberg · Sinselbeek · Stokhem · Terpoorten · Terziet · Trintelen · Waterop · Wittem

Limburg: Steden en dorpen      Nederland: Provincies · Gemeenten